# Agesilaos II
Agesilaos II (łac. Agesilaus, gr. Ἀγησίλαος; 444–360 p.n.e.) – król Sparty w latach 396–360 p.n.e., wódz, prowadził działania wojenne przeciwko Persji na terenie Azji Mniejszej.
Agesilaos był od urodzenia kulawy. Tron Sparty objął po swoim przyrodnim bracie Agisie II. W 396 roku p.n.e. Agesilaos II wyprawił się do Azji Mniejszej, gdzie skutecznie walczył z Persami. Potem powrócił do Grecji, gdzie w 394 roku pod Koreneją odniósł zwycięstwo nad armiami polis Aten, Koryntu, Teb i Argos. Uzyskując supremację Sparty w Grecji na ponad 20 lat. Został pokonany dwukrotnie w 371 p.n.e. pod Leuktrami przez wojska dowodzone przez Epaminondasa oraz w bitwie pod Mantineją w 362 p.n.e. ze zjednoczonymi siłami Teb i Aten znowu pod dowództwem Epaminondasa. Po tych klęskach udał się ze swoim oddziałem do Egiptu, gdzie jako armia zaciężna służył faraonowi Tachosowi w czasie walk w Azji w latach 361–360. Po przejęciu władzy przez Nektanebo II Agesilaos II przeszedł na jego służbę. Zmarł w 360 roku p.n.e. w czasie powrotu do Sparty.